# 대한민국 민법 제803조
대한민국 민법 제803조는 약혼의 강제이행금지에 대한 친족법 조문이다. 

## 조문
제803조(약혼의 강제이행금지) 약혼은 강제이행을 청구하지 못한다.

## 참고 문헌
- 오현수, 일본민법, 진원사, 2014. ISBN 978-89-6346-345-2
- 오세경, 대법전, 법전출판사, 2014 ISBN 978-89-262-1027-7
- 이준현, LOGOS 민법 조문판례집, 미래가치, 2015. ISBN 979-1-155-02086-9